# Lin Peng

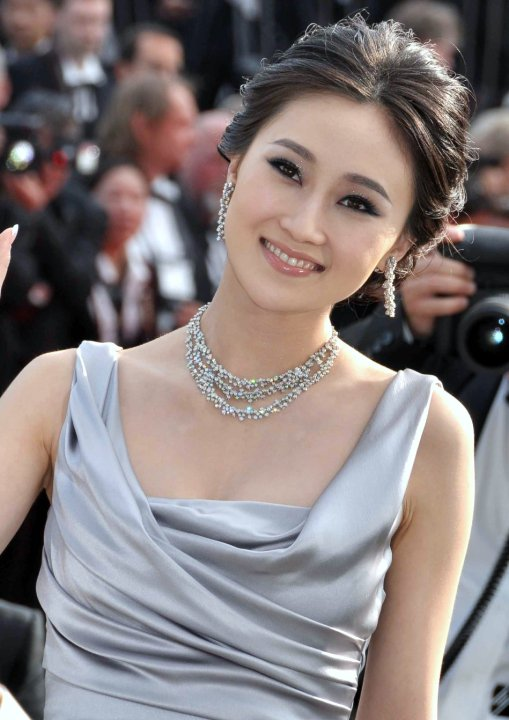
Lin Peng auf dem Filmfestival in Cannes, 2010

Lin Peng (chinesisch 林鵬 / 林鹏, Pinyin Lín Péng; * 25. Oktober 1986 in Dalian, Liaoning) ist eine chinesische Schauspielerin und Sängerin.

## Schauspielkarriere
Lin Peng wurde am 25. Oktober 1986 in Dalian geboren. Sie begann ihre Karriere an der Seite von Jackie Chan in dessen Film Little Big Soldier. 2015 trat sie erneut an Chans Seite in Dragon Blade auf, wofür sie den Jackie Chan Action Movie Award als beste Schauspielerin erhielt. Außerdem wurde Peng 2019 für den Film The Knight of Shadows: Between Yin and Yang gecastet.

## Filmographie
- 2010: Little Big Soldier (大兵小将)
- 2011: A Chinese Fairy Tale (倩女幽魂)
- 2011: 1911 (辛亥革命)
- 2012: The Viral Factor (逆战)
- 2012: Meet the In-Laws (搞定岳父大人)
- 2012: CZ12 (十二生肖)
- 2014: The Break-Up Artist (分手达人)
- 2015: Dragon Blade (天将雄师)
- 2016: Provoking Laughter (冒牌卧底)
- 2016: Demon Girl (半妖倾城), Fernsehserie
- 2017: The Song (恋恋阙歌), Fernsehserie
- 2017: Love Actually (人间至味是清欢), Fernsehserie
- 2018: Untouchable Love (无法触碰的爱)
- 2019: The Knight of Shadows: Between Yin and Yang (神探蒲松龄之兰若仙踪)

## Diskographie
- 2010: I'm Lin Peng (我是林鹏)
- 2011: „Return Tears“ (还泪)
- 2014: „My Love Understands You“ (我的爱懂你)

## Auszeichnungen
- 2013: 5. Macau International Movie Festival, Herausragende Schauspielerin, für The Viral Factor[3]
- 2015: 1. Jackie Chan Action Movie Awards, Beste Filmschauspielerin, für Dragon Blade[4]